# Nástupní ostrůvek

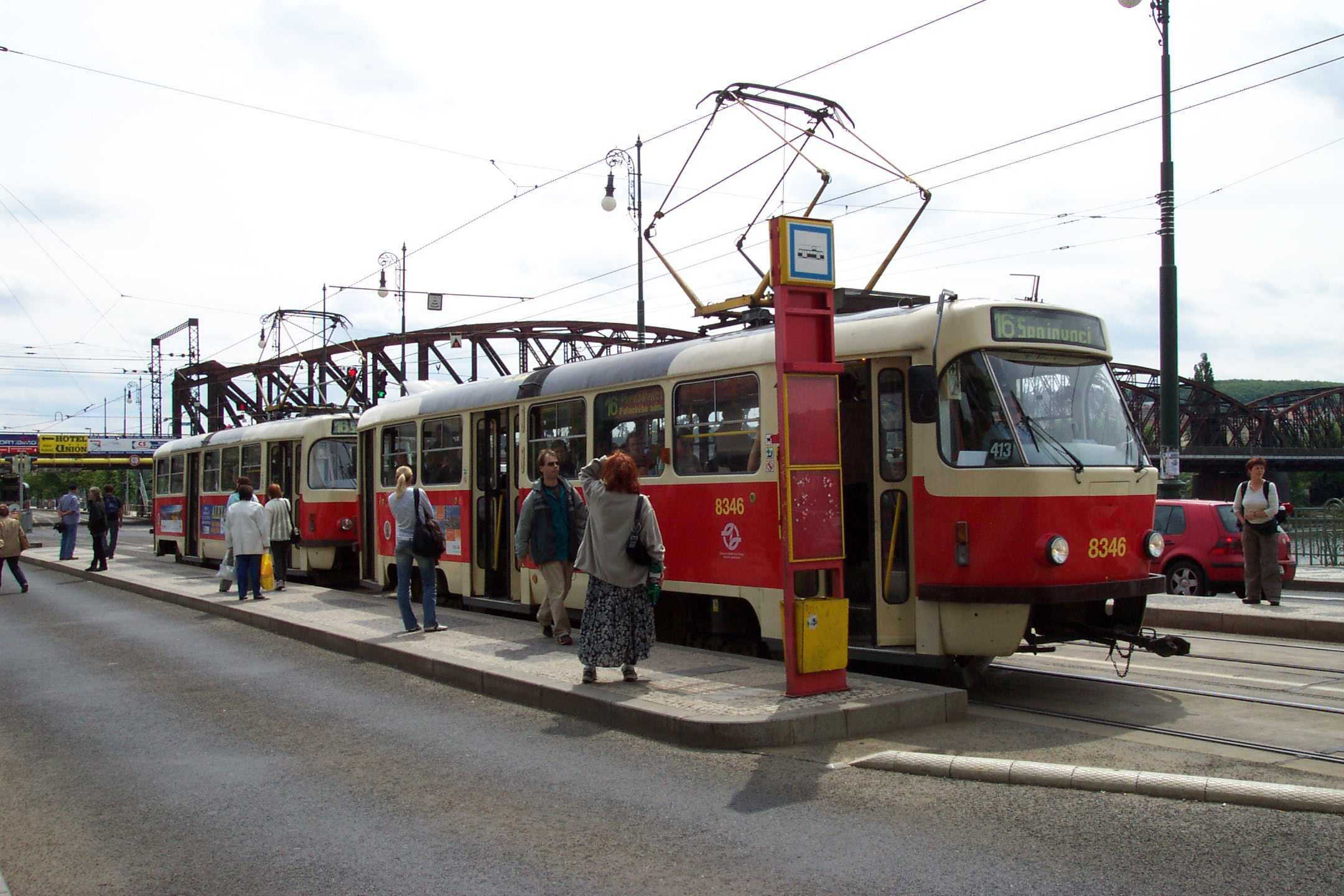
Refýž v Praze na Výtoni s tramvají

Nástupní ostrůvek neboli refýž (z francouzského refuge = útočiště) je nástupiště zpravidla tramvajové, někdy i autobusové nebo trolejbusové zastávky, tvořené zpravidla zvýšeným dopravním ostrůvkem mezi vozovkou a nezvýšeným tramvajovým pásem nebo na ploše autobusového nádraží, autobusového stanoviště na ploše uvnitř obratiště apod. Neodborně se jako nástupní ostrůvky nebo refýže označují i nástupiště na průběžném nebo rozšířeném zvýšeném tramvajovém pásu, průběžném nebo rozšířeném chodníku nebo samostatná nástupiště, například na tramvajových zastávkách mimo pozemní komunikaci.
U jednoho nástupního ostrůvku může být umístěno i více zastávek. Například na výhybnách jednokolejné tramvajové trati z Liberce do Jablonce používají tramvaje levou kolej a společný nástupní ostrůvek mezi kolejemi. Ostrůvků se zastávkami na obou hranách nebo více zastávkami za sebou se užívá také v přestupních uzlech, autobusových nádražích a podobně.

## Zabezpečení
V čele nástupního ostrůvku je obvykle umístěn zastávkový sloupek.
Ve vzdálenosti 0,5 m od konce ostrůvku (nebo nástupiště na zvýšeném tramvajovém pásu) a 0,5 m od jeho vnější hrany (přivrácené k vozovce) má být umístěn výstražný majáček (obvykle za snížené viditelnosti prosvětlovaný stálým nebo blikajícím světlem svítivosti nejméně 40 cd) nebo reflexní výstražná deska. Výstražný majáček byl donedávna jmenován mezi dopravními zařízeními podle pravidel silničního provozu (používá se též na jiných typech dopravních ostrůvků a na začátcích dělicích pásů), ve vyhlášce č. 30/2001 Sb. však již nebyl uveden. Novější typy světelných výstražných majáčků mívají podobu světelné směrovací desky s dopravní značkou „Přikázaný směr objíždění“. „Výstražná deska“ se tvarem, velikostí a provedením podobá dopravnímu zařízení s názvem „Směrovací deska“ a podobně jako ona byla zavedena začátkem 70. let 20. století, avšak podle platných právních a technických předpisů není dopravní značkou, dopravním zařízením, drážním návěstidlem ani součástí označení zastávky.
Pokud je přechod umístěn u konce ostrůvku (před ostrůvkem ve směru jízdy), bývá někdy vyčkávací prostor přechodu chráněn samostatným ochranným ostrůvkem. Zatímco tramvajový nástupní ostrůvek je z právně-technického hlediska součástí tramvajové dráhy, navazující ochranný ostrůvek je součástí pozemní komunikace. U začátku nebo konce ostrůvku někdy navazuje podélný dělicí práh oddělující vozovkou od tramvajového pásu.
V počátcích tramvajové dopravy nebyl přístup a odchod cestujících nijak zvlášť zabezpečován. Postupně se zvyšovaly nároky na oddělení nástupiště od vozovky zábradlím, návaznost přechodů pro chodce, případně podchodů, případně dořešení přístupových cest podél tramvajové dráhy včetně dostatečné průchozí šířky kolem zastávkového sloupku a koncového výstražného zařízení, bezbariérového přístupu osobám se sníženou pohyblivostí a navigačních prvků pro nevidomé.
U některých nástupních ostrůvků, například úzkých nebo mimořádně vytížených, je v době příjezdu tramvaje do zastávky a jejího pobytu v ní zastaven provozu na vozovce mezi nástupním ostrůvkem a chodníkem pomocí světelné signalizace – tomuto opatření se říká časový ostrůvek. V Praze je toto řešení použito například v tramvajových zastávkách Pražská tržnice a Lihovar.
Řidiči motorových a nemotorových vozidel jsou povinni kolem nástupního ostrůvku jezdit zprava, pokud jim není dovolena jízda po kolejích nebo pokud nejde o jinou výjimku uvedenou v zákoně.

## Technické předpisy
Technické požadavky na nástupiště a nástupní ostrůvky jsou obsaženy v ČSN 73 6425 Autobusové, tramvajové a trolejbusové zastávky. Nejmenší šířka nástupiště by měla být 2,0 m, výjimečně 1,7 m. Obvyklá délka nástupního ostrůvku pro dvě tramvajové soupravy je 65 m.